# Castell'Azzara
Castell'Azzara es una localidad italiana de la provincia de Grosseto , región de Toscana, con 1.670 habitantes.

Ubicación de la ciudad de Castell'Azzara dentro de la provincia de Grosseto.

## Evolución demográfica
| Gráfica de evolución demográfica de Castell'Azzara entre 1861 y 2001 |
|                                                                      |
| Fuente ISTAT - Elaboración gráfica por parte de Wikipedia            |